# 瑞穗基地
70°41′53″S 44°19′54″E / 70.69806°S 44.33167°E
瑞穗基地（日语：／ Mizuho-kichi */?），是日本设立的南极科学考察站，位于南极高原，在昭和基地南東約270公里處。海拔2230米，1970年建，为全年性。因为较少使用，该基地已于1987年起不再做為觀測基地，僅供昭和基地與富士圓頂之間的中繼基地之用。